# Oberharles

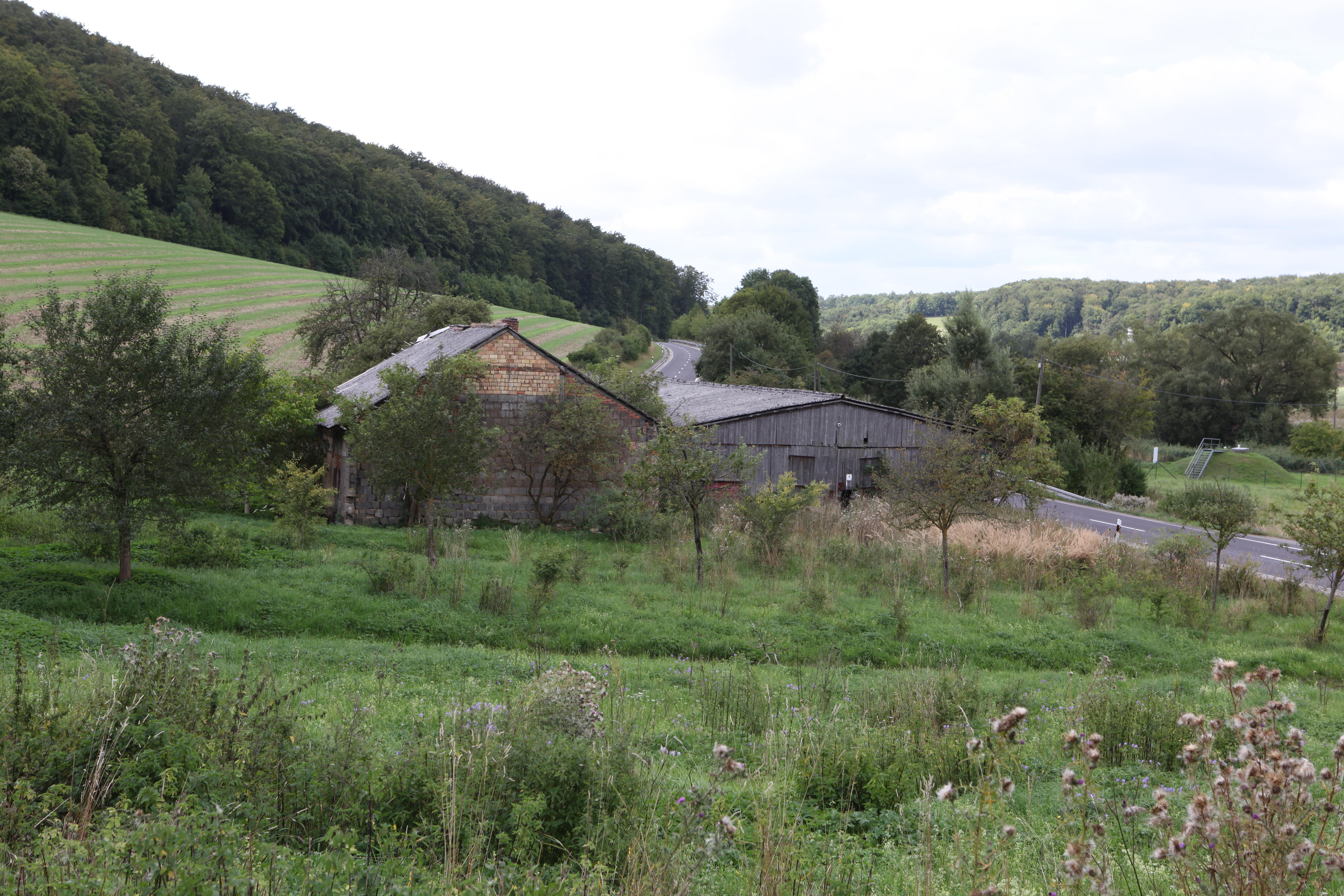
Oberharles

Oberharles ist eine Wüstung und ein ehemaliger Weiler in der Kreisstadt Meiningen nahe der Ortsteile Henneberg und Einödhausen im Landkreis Schmalkalden-Meiningen in Südthüringen.

## Lage
Oberharles befindet sich zwei Kilometer Luftlinie südlich von Henneberg am Oberlauf des Harlesbaches in einer Höhe von 367 m. Das schmale Tal wird vom Salzkopf im Osten und dem Höhenzug Wolfsberg–Fräuleinsberg im Westen begrenzt. Am ehemaligen Weiler führt die Kreisstraße K 62 von Henneberg über Einödhausen vorbei zum 500 Meter südlich folgenden Weiler Unterharles.

## Geschichte
Der Weiler Oberharles wurde 1820 erstmals urkundlich erwähnt, die beiden Einzelgehöfte des Ortes nach anderen Quellen bereits in den Jahren 1344 und 1464. Oberharles wurde 1950 gemeinsam mit Unterharles nach Einödhausen eingegliedert. Auf Befehl der Grenzorgane der DDR wurde der Ort bis 1982 zwangsweise leergezogen und die drei Wohngebäude und zwei Höfe wurden abgerissen. Lediglich zwei Wirtschaftsgebäude blieben erhalten.
Im Rahmen der Gebietsreform in Thüringen kam Einödhausen mitsamt Oberharles zur Kreisstadt Meiningen.